# 王子歌
王子歌（1988年11月25日—），本名王子，中國女歌手、京剧演员，出生梨园世家。戏曲专业院校毕业后，王子歌以跨界歌手身份活跃在综艺舞台。她将京剧与流行音乐相结合，先后推出《王者》、《人生如戏》、《空城计》等原创摇滚京剧风格的流行歌曲。参与创作改编李玉刚经典曲目《新贵妃醉酒》、《国色天香》等，并亲自演绎歌中的说唱部分。

## 学习经历
王子歌出身于梨园世家，自幼痴迷于京剧艺术。7岁时进入辽宁戏校学习京剧表演，起初学习青衣，半年后改学老生。
9岁考入北京戏校，成为当时全校年龄最小的学生。在张庆良、李金声、白元鸣等富连成科班出身京剧表演艺术家的指导下，10岁便唱全本大戏《伍子胥》，在校期间亦常参加重要场合表演。16岁报考中国京剧院，由于对方不招收女老生，未能进入理想院团，此后与流行乐结缘。
2004年起，就读于中国戏曲学院戏曲导演专业。

## 演艺经历
1995年，辽宁春节晚会，在《沙家浜》饰演“智斗”中“刁德一”；1998年，《南北京剧戏校联合演唱会》，饰演《四郎探母》“坐宫”中“杨延辉”，演唱《乌盆记》中“老丈”一段。
2001年，中国中央电视台新年京剧晚会，与于魁智、李胜素等同台演出《定军山》；同年元宵佳节晚会，受到时任中共中央总书记兼国家主席江泽民的亲切接见。同年的全国京剧小梅花大赛中，饰演《文昭关》的“伍员”。
2002年，北京戏曲艺术职业学院“推新人双休日少儿京剧”，中央电视台戏曲频道录制其《上天台》“金钟响”一段。2007年9月，青海卫视《青年汇》，与王力宏等艺人同台献艺并演唱《花田错》、《改变自己》，以及京剧《珠帘寨》选段。
2008年2月，参加中央电视台《梦想剧场》节目，获周冠军；2009年3月，湖南卫视《快乐女声》，为济南赛区10强选手之一、全国300强之一；同年8月，中央电视台《梦想剧场》节目；2010年2月，河北卫视《真情旋律》，模仿王力宏；同年3月，青海卫视《花儿朵朵》，为沈阳赛区20强选手之一、全国132强之一；2012年6月，优酷牛人《我是传奇》，与陶喆创办的伟大音乐唱片公司签订意向书。
2014年，参加中央电视台选秀节目《星光大道》，最终获得星光大道年度人气王。2015年2月，推出单曲《人生如戏》；6月，参加CCTV3《幸福账单》；9月，CCTV3《非常星发布》，与李玉刚合唱歌曲《国色天香》。11月，参加中央电视台《我要上春晚》。2016年1月，参加《偶滴歌神啊》，演唱《情怨》。
2017年4月，参与录制综艺节目《我家有明星》；5月，中央电视台《端午节晚会》，与李玉刚同台演唱《国色天香》。9月，四川卫视音乐故事秀节目《围炉音乐会》，与李玉刚同台演唱京剧合唱版《新贵妃醉酒》；12月11日，赴联合国总部演出，与李玉刚同台首唱嘻哈版《新贵妃醉酒》  。
2018年2月，北京电台《广播过大年欢乐好声音》；5月，作为中法国际电影节爱心大使，奔赴法国出席戛纳电影节。6月，推出单曲《空城计》   ；7月，作为帮唱嘉宾参加《跨界歌王》，与宁静合唱《定军山》；8月，中央广播电视总台央视七夕特别节目《天下有情人》，与李玉刚演唱《梨花颂》。
2019年1月，参加《超强宝贝》少儿春晚，演唱《空城计》、广州南烛叶追恋演唱会，演唱《情怨》；5月，《中国时尚盛典 》，与李玉刚演唱《新贵妃醉酒》。8月，《抖音创作者大会》，演唱《空城计》、与王梦婷合唱《坐宫》；9月，参演《最好的时代》庆祝中华人民共和国成立70周年电影音乐会，与徐帆合唱开场曲《定军山》、《“少年强则中国强”名家经典诵读会》，演唱《少年中国说》。10月，推出单曲《难忘东方红》。12月27、28日，北京梅兰芳大剧院参演京剧《盘丝洞》，在剧中饰演“猪八戒”一角。

## 家庭
爷爷王实贵为梅兰芳琴师王少卿入室弟子；姑姑王丽芳师从梅兰芳师弟魏莲芳，梅派青衣，国家一级演员。

## 主要所获奖项
- 2001年 全国京剧小梅花大赛 金花；
- 2007年 第五届中国戏曲学院校园歌手大赛 通俗组第一名、最佳人气奖；
- 2008年 中央电视台《梦想剧场》 金奖；
- 2014年 中央电视台《星光大道》 周冠军；
- 2019年 中国时尚盛典 国风新锐歌手。